# Nicolás Cotoner y de Oleza
Nicolás Cotoner y de Oleza (Mallorca, 1608 - Malta, 29 de abril de 1680), en mallorquín Nicolau Cotoner i d'Olesa, fue un noble español de la Casa de Cotoner y el sexagésimoprimer Gran maestre de la Orden de Malta entre 1663 y 1680.

## Biografía
Era hijo de Marc Antoni Cotoner i de Santmartí y hermano del Gran Maestre anterior, frey Rafael Cotoner y de Oleza.
La ingente obra de Cotoner perfila a un avanzado de la ilustración que concibe su gobierno en términos de arte y ciencia al servicio de los súbditos. No puede dudarse de la inquietud cultural de Cotoner. Sin embargo, él mismo admitía sin rubor que en su vida no había leído un libro. Sin más formación que la de la experiencia, su talento era natural. La extravagancia, no en balde, fue una de las notas de su fuerte personalidad; la otra su celo de príncipe, hasta el punto de recriminar que su retrato no se exhibiera en algunas iglesias durante las respectivas fiestas. Hombre de genio y pocos amigos, pero respetado, pues sabía humillar su cólera ante un ofendido, era notado en Malta por temer a los españoles, querer poco a italianos y alemanes, apreciar algo a los franceses, y por una especial debilidad, la de beneficiar a los de Mallorca, la isla que abandonó siendo niño para no volver a pisar nunca, ni siquiera el continente.
Eximia tua pietas encabeza el breve que dirige a Cotoner el papa Alejandro VII, que le regaló una imagen de la Virgen en 1665. El gran afecto de los malteses tiene muestra impresa en las Laudes Cottoneriae, publicadas en Lyon en 1673, obra del maltés Bonamico a quien se debe la primera poesía publicada en maltés, un soneto en honor de Nicolás Cotoner.
Su cuerpo fue enterrado en San Juan, primero en sepultura simple, luego como su hermano, en una monumental. Su corazón, como el de Rafael, confiado al comendador Moix, fue remitido a Mallorca para su entierro en San Jaime, iglesia parroquial en la misma calle de la casa familiar.

## Cronología:[6]
- 1627: Nicolás recibe el hábito en la capilla de Nuestra Señora del Pilar de la iglesia de los carmelitas en La Valetta.
- 1634: Rafael y Nicolás son nombrados auditores de las cuentas de la Lengua de Aragón. 1639: Nicolás es designado Comisario de los Soldados.
- 1640: Nicolás es designado miembro de la Comisión de Sanidad.
- 1641: Nicolás sucede a Rafael en el cargo de Castellano.
- 1643: Nicolás sucede a Rafael en el mando de la galera San Lorenzo. Por muerte en combate de Boisbaudran, Nicolás asume el mando de la escuadra.
- 1652: Nicolás es nombrado Prohombre de la iglesia conventual.
- 1653: Nicolás recibe la encomienda de Barbens en Cataluña.
- 1656: Nicolás es elegido Baylío del Negroponte. Rafael renuncia al baylia de Mallorca pero retiene asiento en el Consejo de la Orden.
- 1657: Nicolás es nombrado Procurador del Común Tesoro.

## La elección y el Gran Magisterio de Nicolás Cotoner

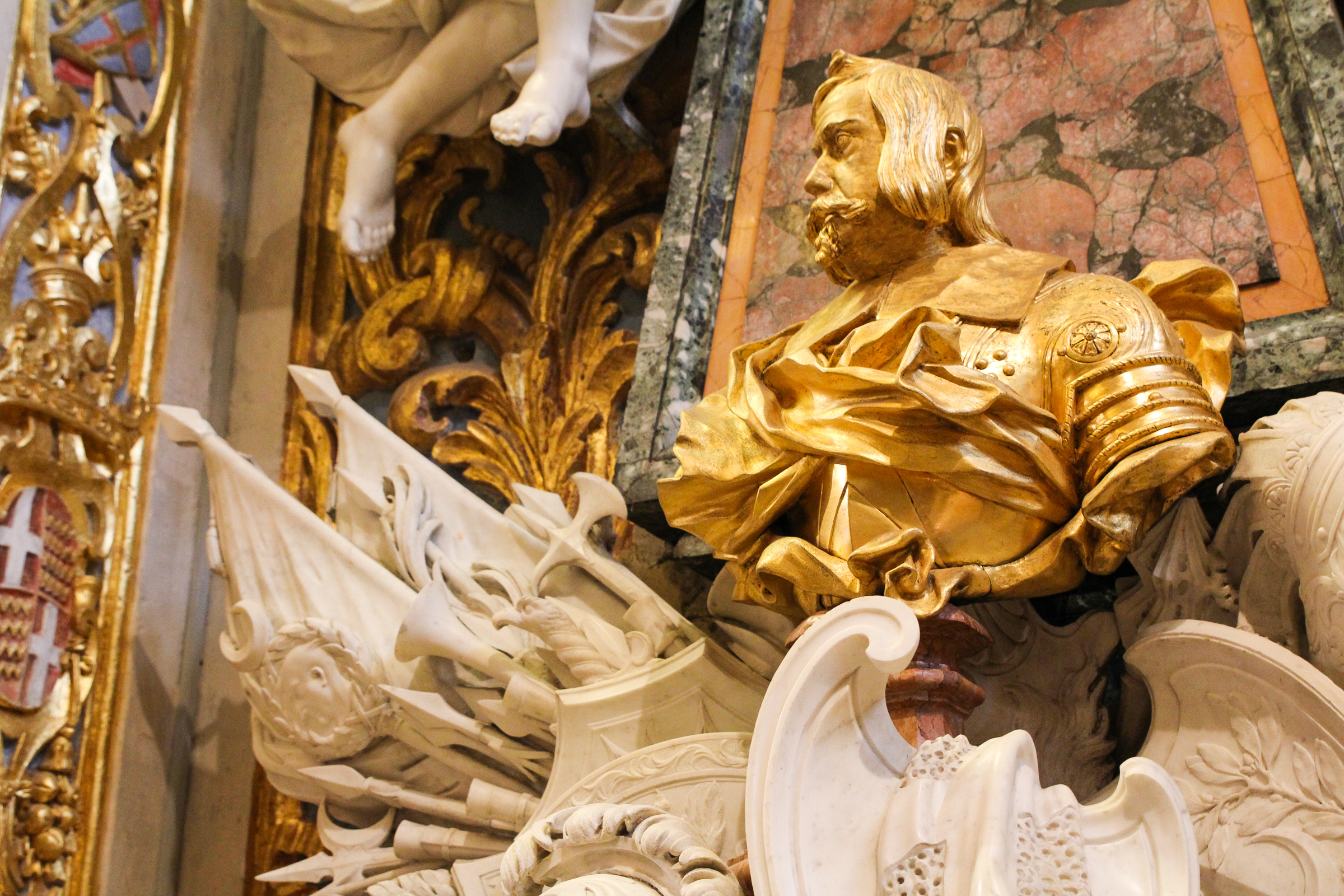
Busto de Nicholas Cotoner en la Concatedral de San Juan (La Valeta)

Nicolás, hermano mayor de Rafael, fue elegido sin oposición alguna. Frente al carácter prudente de Rafael, Nicolás hizo gala de temperamento fuerte. Celoso de la dignidad de su cargo, puso todos los medios a su alcance para poner el convento de la Orden en Malta a la altura de las cortes europeas. El valor militar de Nicolás, que influyó en la unanimidad de su elección, había quedado acreditado en el mando de la galera San Lorenzo durante la presa de un gran galeón turco en septiembre de 1644, en aguas de Rodas. Los caballeros de San Lorenzo, por la obstinación de su capitán fueron los primeros en asaltar la cubierta del galeón. Murieron el general de la Capitana y el capitán de la galera Santa María, además de seis caballeros y un centenar de tripulantes. Cotoner asumió el mando de la escuadra que llegó a puerto en noviembre, muy maltrecha por el combate y las borrascas La crónica de esta campaña fue publicada aquel mismo año en Malta.
Cuatro grandes obras, principales en la historia y la cultura de Malta, tienen el sello de los Cotoner: la iglesia conventual de San Juan, las líneas cotoneras, el Gran Hospital y la Escuela de Medicina.

## La iglesia conventual de San Juan
La continuación de las reformas en la iglesia conventual, iniciadas por su hermano Rafael, dio a los Cotoner el medio para asegurarse lugar preeminente en la historia de la Orden. Nicolás Cotoner no reparó en medios para ornamentar con todo lujo la iglesia de San Juan. Promueve dos nuevos órganos, hace traer de Flandes plomo para proteger la vuelta que Mattia Preti decora, encarga el baldaquino para la cubrición del Santísimo, regala un cubrealtar y dos ternos con las armas de Cotoner –uno en memoria de su hermano y otro para la suya–, ofrece pagar todo el mármol de revestimiento de las pilastras, inicia la singular pavimentación de mármol, rehace en nogal las puertas de la iglesia, da asiento en nuevos bancos a los grandes cruces, cubre de plata los escalones del altar, paga lámparas de oro y plata. Las armas de los Cotoner, campean así en cada pilastra, a lo largo de toda la vuelta, en casi todos los rincones de la iglesia, firman el revestimiento decorativo de la austera iglesia conventual construida en el siglo XVI. La planta de algodón es en Malta marca de una época de progreso, de lo que se ha llamado el Renacimiento de Malta.10 Raro es el edificio en que no acredite la liberalidad de los Cotoner. Puede encontrarse en la capilla de San Antonio de la iglesia franciscana de la Valetta, en la gruta de San Pablo, en la iglesia de los Jesuitas, en los balcones corridos del palacio magistral, en cañones y bastiones, o en el oratorio del palacio estival de Verdala donde, flanqueando el altar de la Virgen, Preti pintó a San Nicolás y a San Rafael.

## La Cotonera
Rafael y Nicolás se formaron en la Orden y experimentaron el riesgo de Malta como vanguardia de la resistencia. Ambos tuvieron corta hoja de servicios en combate naval, pero suficiente para que se les reconociera su coraje. Fueron testigos de la temprana muerte en combate de su hermano Miguel (n. 1610), también caballero de San Juan, en 1630. Con el italiano Carafa, sucesor de Nicolás, fueron los últimos Grandes Maestres que conocieron el trabajo de la resistencia y debieron gobernar en estado de máxima alerta. La voluntad de gobierno de Nicolás se iniciará con una propuesta colosal para poner definitivamente término a la inseguridad de Malta. Para empezar, al año de gobierno, impone el máximo rigor en las galeras.
La Orden, en los primeros años de Rafael, seguía teniendo motivos para temer por la seguridad de Malta frente a los turcos. En Europa se seguía con gran expectación y alarma la resistencia de la ciudad de Candía en Creta, asediada por los turcos desde 1648. El sitio se recrudeció en 1666, cuando ante la plaza se concentró una fuerza de 80.000 hombres que puso en vilo a todas las naciones. Venecianos, españoles, toscanos, alemanes, y franceses fueron comprometiéndose en su defensa. Tras el verano de 1669, pese a haber resistido todos los asaltos, a los defensores de Candía no les quedó más alternativa que pedir la capitulación. Algunos meses antes, la Orden de Malta, temiendo ya lo peor, comenzó a preocuparse por la isla como próxima línea de resistencia en el Mediterráneo. El gobierno de la Orden, tras la experiencia del asedio por veinte años de Candía, al coste de más de cien mil hombres por parte turca, quiso preparar la isla para una lucha similar. Se hizo venir al conde de Valperga, ingeniero al servicio del duque de Saboya, para que diera su dictamen sobre las defensas de la isla. Valperga llegó a Malta a principios de 1670. Los puntos débiles que observó en el Gran Puerto le hicieron concebir un plan de dimensiones descomunales. El Gran Maestre secundó el proyectó de Valperga, pero tuvo que doblegar la resistencia de muchos caballeros que no creían posible su financiación. Lo hizo haciendo una importante donación y le secundaron el caballero Giovanni Ricasoli –en agradecimiento al cual se dio su nombre a uno de los nuevos fuertes–, y el Prior de Navarra Galdiano. El 28 de agosto de 1670 Nicolás Cotoner pone la primera piedra de la Cotonera. La financiación iban a completarla impuestos sobre los bienes raíces de la isla o sobre algunos superfluos como licores, tabaco y juegos de cartas.

## La Sacra Enfermería
Rafael Cotoner en 1662 puso la primera piedra de la nueva Sacra Enfermería. En 1666 su hermano concluyó la obra, una sala de 153 metros de longitud, que presumió en adelante ser la mayor de Europa. La obra se acompañó de regulaciones sanitarias modernas: aislamiento de infecciosos, prohibición de fumar, registro de pacientes. El Gran Maestre, además, defendió frente a la Inquisición el derecho a tratar enfermos no católicos, así como asumió la cura y el sustento de los enfermos de las galeras pontificias. En 1667 se mandó al procurador de la Orden en Mallorca que enviase el dinero necesario para hacer los pabellones y, sobre la fundación del Gran Prior Verí, se cargó el coste de las cortinas blancas.

## La Escuela de Cirugía y Anatomía de Malta
En 1676 Nicolás Cotoner funda y dota a sus expensas la Cátedra de Anatomía y Cirugía en la Sacra Enfermería. En su testamento establece el pago a perpetuidad del lector de medicina. Fue el fundamento de la Facultad de Medicina creada en 1771 en la Universidad, erigida por el Gran Maestre Pinto dos años antes.
La aportación de Cotoner a los estudios de medicina más tarde fue emulada por otro mallorquín. En 1794 el Baylío de Mallorca Nicolás Dezcallar Dameto, Gran Prior de Cataluña, fundó una Cátedra de Disección y reconstruyó el aula de anatomía. Para cubrir la plaza pagó los estudios de medicina en Florencia de Giovanni Andreotti, el primer lector.
| Predecesor: Rafael Cotoner y de Oleza | Gran maestre de la Orden de Malta 1663 - 1680 | Sucesor: Gregorio Carafa |